# Momozono
Momozono (桃園, 14 de abril de 1741 – 31 de agosto de 1762) foi o 116º imperador do Japão, na lista tradicional de sucessão. Reinou de 1747 a 1762 e o seu nome de nascimento foi Tōhito.

## Filhos
- Go-Momozono
- Sadamochi, Príncipe Fushimi